# NGC 6926
NGC 6926 este o interacting galaxies⁠(d) situată în constelația Vulturul. A fost descoperită în 21 iulie 1784 de către William Herschel. Se află la o distanță de 84,16 de megaparseci de Pământ.